# نوربرت هوفمان
نوربرت هوفمان (بالألمانية: Norbert Hofmann)‏ (14 أغسطس 1951 بألمانيا - ) هو مدرب كرة قدم ولاعب كرة قدم ألماني في مركز الدفاع. لعب مع نادي أوردينغن 05 و1. FC Bayreuth ‏ وSpVgg Bayreuth ‏ وDVV Coburg ‏.

## وصلات خارجية
- نوربرت هوفمان على موقع قاعدة بيانات كرة القدم.إي يو (الإنجليزية)
- نوربرت هوفمان على موقع بيانات كرة القدم. دي إي (الألمانية)
- نوربرت هوفمان على موقع عالم كرة القدم.نت (الإنجليزية)